# タスティエーラ
タスティエーラ（欧字名:Tastiera、2020年3月22日 - ）は、日本の競走馬。主な勝ち鞍は2023年の東京優駿、2025年のクイーンエリザベス2世カップ。
馬名の意味は、（楽器の）キーボード（イタリア語）。母名より連想。2023年度のJRA賞最優秀3歳牡馬である。

## 戦績

### 2歳（2022年）
2022年11月27日、東京競馬場第6レースの2歳新馬戦（芝1800m）で、ライアン・ムーアを背にデビューし勝利。

### 3歳（2023年）
明け3歳、2月12日に初の重賞挑戦で共同通信杯に出走。鞍上は福永祐一で、ダノンザタイガーに次ぐ2番人気に支持された。好スタートを決め、道中は若干かかる様子を見せたものの、好位から中団を追走。直線では馬場の真ん中から上り最速タイの末脚で前方集団に迫ったが、僅かに及ばず4着に敗れた。次走は3月5日に中山競馬場で行われた弥生賞ディープインパクト記念に出走。鞍上は福永の引退に伴って松山弘平に替わった。道中は好位でレースを進め、直線では早めに先頭に立って押し切り、内を突くトップナイフに1馬身差をつけ重賞初制覇を飾った。サトノクラウン産駒としても、これが重賞初制覇である。

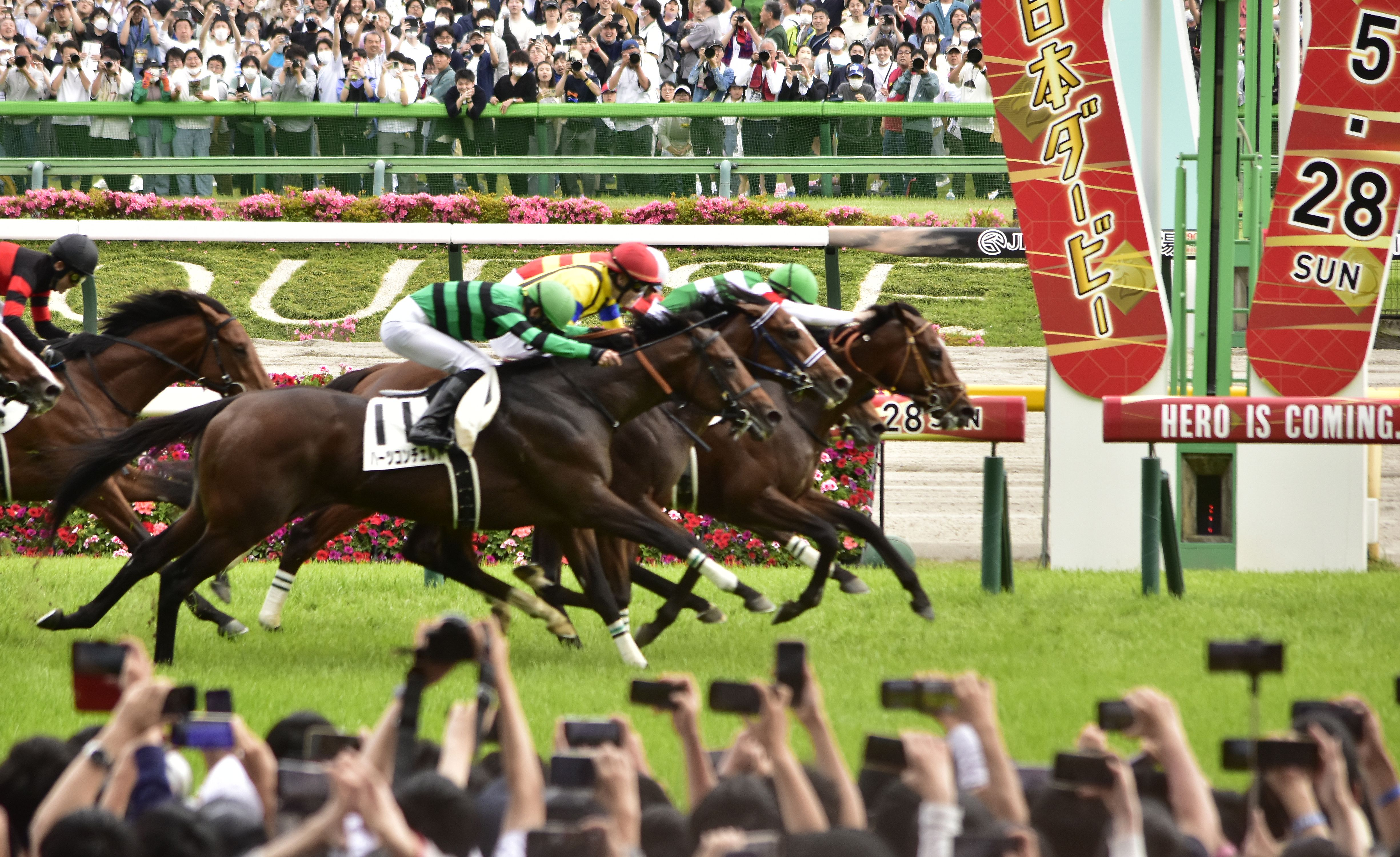
第90回日本ダービーゴール前の攻防

次いで4月16日、同じ舞台で行われた皐月賞へ出走。7枠14番に入り、共同通信杯勝ちファントムシーフ、京成杯勝ちソールオリエンス、スプリングステークス勝ちベラジオオペラ、きさらぎ賞勝ちフリームファクシに次ぐ5番人気となった。レースでは好位に付けて最終コーナーで外目から前に迫り、一時は完全に抜け出し二馬身程リードを取ったものの、ソールオリエンスに更に外から差し切られて2着に敗れた。レース後、騎乗した松山は「良い位置でリズム良く運べました。馬場の良い所を通ってからはよく伸びました。あと少しのところでしたから悔しいですが、馬はよく頑張っています。まだまだ先のある馬です」とコメントした。
5月7日、次走に東京優駿（日本ダービー）を選んだが、松山弘平は青葉賞2着馬ハーツコンチェルトの先約があった為、鞍上をダミアン・レーンに変更。
5月28日の東京優駿では、6枠12番に入る。単勝はソールオリエンス、青葉賞馬スキルヴィング、ファントムシーフに次ぎ4番人気。スタートから好位で運び、直線では早めに追い出し、残り200m付近で抜け出し、外ソールオリエンス・ハーツコンチェルト、内べラジオオペラの追い上げを封じ、クビ差で1着。GI初制覇を飾る。2020年に生産された7708頭のサラブレッドの頂点に輝いた。父サトノクラウンは初年度産駒からダービー馬を輩出することとなった。
テン乗り騎手でのダービー制覇は1954年のゴールデンウエーブ以来、69年ぶり。鞍上レーンはダービー初制覇。馬主キャロットファームは2017年、レイデオロ以来2回目の制覇。ノーザンファームの生産馬はシャフリヤール、ドウデュースに続いて3連覇で、2023年のGIレースもヴィクトリアマイル（ソングライン）、優駿牝馬（リバティアイランド）に続いて3週連続の優勝となった。
二冠を目指した菊花賞では中団から脚を伸ばしたが、最速の上がりで突き放した勝ち馬ドゥレッツァには詰め寄れなかった。中146日という異例の臨戦過程で臨んだが、50年ぶりのダービー＆菊花賞2冠制覇はならなかった。次の有馬記念では最後の直線でジャスティンパレスによる斜行で不利を受け、6着に敗れた。

### 4歳（2024年）
4歳初戦は3月31日の大阪杯で始動した。1番人気となった大阪杯では道中3,4番手で追走、直線に入ると好位で先団に並ぼうとするが途中で伸びを欠き、初めての二桁着順となる11着に敗れた。続く天皇賞・春では、中団で追走し、直線に向くと前に馬がいない絶好の位置に入り、先団めがけて伸びていくが、途中で伸びが収まり、7着となった。夏は休養し、秋初戦は天皇賞・秋に進むことになった。天皇賞・秋では道中5番手、同期の三冠牝馬のリバティアイランドを見るような形で進み、直線ではリバティアイランドの外に持ち込み、大外から飛んでくるドウデュースと馬体を合わせるように伸び、復調の兆しを見せる2着となった。2024年最終戦は香港カップに進んだ。香港カップでは2番手でレースを進め、直線でロマンチックウォリアーと馬体を合わせ伸び、最終的には勝馬から2 3/4馬身離され、背後から来たリバティアイランドにもかわされ3着となった。

### 5歳（2025年）
5歳初戦は前走と同じ舞台のクイーンエリザベス2世カップで始動した。レースでは10枠4番からスタートを決めて3,4番手でレースを進めた。4コーナーあたりからじわじわと動き出し、直線で先頭に並んでそのまま押し切り2着のプログノーシスを1 1/2馬身離して1着になった。これで3歳の東京優駿（日本ダービー）以来の勝利、そしてG1級競走国内外2勝目となった。勝った2つのG1レースではどちらともD.レーンが鞍上として乗っている。

## 競走成績
以下の内容は、JBISサーチおよびnetkeiba.comの情報に基づく。
| 競走日     | 競馬場 | 競走名             | 格   | 距離（馬場）  | 頭 数 | 枠 番 | 馬 番 | オッズ （人気） | 着順 | タイム （上り3F） | 着差      | 騎手        | 斤量 [kg] | 1着馬（2着馬）       | 馬体重 [kg] |
| ---------- | ------ | ------------------ | ---- | ------------- | ----- | ----- | ----- | --------------- | ---- | ----------------- | --------- | ----------- | --------- | -------------------- | ----------- |
| 2022.11.27 | 東京   | 2歳新馬            |      | 芝1800m（良） | 16    | 6     | 12    | 001.90（1人）   | 01着 | R1:47.2（33.5）   | -0.6      | 0R.ムーア   | 55        | （ラレーヌデリス）   | 484         |
| 2023.02.12 | 東京   | 共同通信杯         | GIII | 芝1800m（良） | 12    | 5     | 6     | 003.70（2人）   | 04着 | R1:47.2（33.7）   | -0.2      | 0福永祐一   | 56        | ファントムシーフ     | 486         |
| 0000.03.05 | 中山   | 弥生賞ディープ記念 | GII  | 芝2000m（良） | 10    | 6     | 6     | 004.20（2人）   | 01着 | R2:00.4（34.7）   | -0.2      | 0松山弘平   | 56        | （トップナイフ）     | 484         |
| 0000.04.16 | 中山   | 皐月賞             | GI   | 芝2000m（重） | 18    | 7     | 14    | 009.00（5人）   | 02着 | R2:00.8（36.6）   | -0.2      | 0松山弘平   | 57        | ソールオリエンス     | 478         |
| 0000.05.28 | 東京   | 東京優駿           | GI   | 芝2400m（良） | 18    | 6     | 12    | 008.30（4人）   | 01着 | R2:25.2（33.5）   | -0.0      | 0D.レーン   | 57        | （ソールオリエンス） | 478         |
| 0000.10.22 | 京都   | 菊花賞             | GI   | 芝3000m（良） | 17    | 4     | 7     | 004.70（2人）   | 02着 | R3:03.7（34.8）   | -0.6      | 0J.モレイラ | 57        | ドゥレッツァ         | 480         |
| 0000.12.24 | 中山   | 有馬記念           | GI   | 芝2500m（良） | 16    | 7     | 13    | 007.10（5人）   | 06着 | R2:31.5（34.9）   | -0.6      | 0R.ムーア   | 58        | ドウデュース         | 498         |
| 2024.03.31 | 阪神   | 大阪杯             | GI   | 芝2000m（良） | 16    | 2     | 3     | 004.40（1人）   | 11着 | R1:58.9（35.4）   | -0.7      | 0松山弘平   | 58        | ベラジオオペラ       | 494         |
| 0000.04.28 | 京都   | 天皇賞（春）       | GI   | 芝3200m（良） | 17    | 4     | 7     | 007.90（4人）   | 07着 | 03:15.0（35.4）   | -0.8      | 0J.モレイラ | 58        | テーオーロイヤル     | 488         |
| 0000.10.27 | 東京   | 天皇賞（秋）       | GI   | 芝2000m（良） | 15    | 3     | 4     | 053.80（9人）   | 02着 | R1:57.5（33.4）   | -0.2      | 0松山弘平   | 58        | ドウデュース         | 506         |
| 0000.12. 8 | 沙田   | 香港C              | G1   | 芝2000m（良） | 11    | 7     | 4     | 008.20（3人）   | 03着 |                   | 2 3/4馬身 | 0D.レーン   | 57        | Romantic Warrior     | 495         |
| 2025.04.27 | 沙田   | QEII世C            | G1   | 芝2000m（良） | 11    | 10    | 3     | 003.90（2人）   | 01着 | R2:00.51          | 1 1/2馬身 | 0D.レーン   | 57        | （Prognosis）        | 498         |

- 競走成績は2025年4月27日現在

## 血統表
| タスティエーラの血統                         | タスティエーラの血統                              | タスティエーラの血統 | （血統表の出典）     | （血統表の出典）  |
| 父系                                         | ノーザンダンサー系                                | ノーザンダンサー系   | ノーザンダンサー系   |                   |
| 父 サトノクラウン 2012 黒鹿毛 北海道安平町   | 父の父Marju 1988 黒鹿毛 アイルランド              | *ラストタイクーン    | *トライマイベスト    | *トライマイベスト |
| 父 サトノクラウン 2012 黒鹿毛 北海道安平町   | 父の父Marju 1988 黒鹿毛 アイルランド              | *ラストタイクーン    | Mill Princess        |                   |
| 父 サトノクラウン 2012 黒鹿毛 北海道安平町   | 父の父Marju 1988 黒鹿毛 アイルランド              | Flame of Tara        | *アーテイアス        | *アーテイアス     |
| 父 サトノクラウン 2012 黒鹿毛 北海道安平町   | 父の父Marju 1988 黒鹿毛 アイルランド              | Flame of Tara        | Welsh Flame          |                   |
| 父 サトノクラウン 2012 黒鹿毛 北海道安平町   | 父の母*ジョコンダ II 2003 鹿毛 アイルランド       | Rossini              | Miswaki              | Miswaki           |
| 父 サトノクラウン 2012 黒鹿毛 北海道安平町   | 父の母*ジョコンダ II 2003 鹿毛 アイルランド       | Rossini              | Touch of Greatness   |                   |
| 父 サトノクラウン 2012 黒鹿毛 北海道安平町   | 父の母*ジョコンダ II 2003 鹿毛 アイルランド       | La Joconde           | Vettori              | Vettori           |
| 父 サトノクラウン 2012 黒鹿毛 北海道安平町   | 父の母*ジョコンダ II 2003 鹿毛 アイルランド       | La Joconde           | Lust                 |                   |
| 母 パルティトゥーラ 2014 黒鹿毛 北海道安平町 | 母の父マンハッタンカフェ 1998 青鹿毛 北海道千歳市 | *サンデーサイレンス  | Halo                 | Halo              |
| 母 パルティトゥーラ 2014 黒鹿毛 北海道安平町 | 母の父マンハッタンカフェ 1998 青鹿毛 北海道千歳市 | *サンデーサイレンス  | Wishing Well         |                   |
| 母 パルティトゥーラ 2014 黒鹿毛 北海道安平町 | 母の父マンハッタンカフェ 1998 青鹿毛 北海道千歳市 | *サトルチェンジ      | Law Society          | Law Society       |
| 母 パルティトゥーラ 2014 黒鹿毛 北海道安平町 | 母の父マンハッタンカフェ 1998 青鹿毛 北海道千歳市 | *サトルチェンジ      | Santa Luciana        |                   |
| 母 パルティトゥーラ 2014 黒鹿毛 北海道安平町 | 母の母フォルテピアノ 2003 栗毛 北海道早来町       | *フレンチデピュティ  | Deputy Minister      | Deputy Minister   |
| 母 パルティトゥーラ 2014 黒鹿毛 北海道安平町 | 母の母フォルテピアノ 2003 栗毛 北海道早来町       | *フレンチデピュティ  | Mitterand            |                   |
| 母 パルティトゥーラ 2014 黒鹿毛 北海道安平町 | 母の母フォルテピアノ 2003 栗毛 北海道早来町       | キョウエイフォルテ   | *ノーザンテースト    | *ノーザンテースト |
| 母 パルティトゥーラ 2014 黒鹿毛 北海道安平町 | 母の母フォルテピアノ 2003 栗毛 北海道早来町       | キョウエイフォルテ   | *クラフティワイフ    |                   |
| 母系(F-No.)                                  | (FN:9-a)                                          | (FN:9-a)             | (FN:9-a)             | [ § 2 ]           |
| 5代内の近親交配                              | Northern Dancer：5×5                              | Northern Dancer：5×5 | Northern Dancer：5×5 | [ § 3 ]           |
| 出典                                         | 1. 2. 3.                                          | 1. 2. 3.             | 1. 2. 3.             | 1. 2. 3.          |

- 3代母キョウエイフォルテの全兄にビッグショウリ（マイラーズカップ）、全弟にビッグテースト（中山グランドジャンプ）がいる。
- そのほかの近親にカンパニー、トーセンジョーダン、トーセンスターダムなど。詳細はクラフティワイフ#主要なファミリーラインを参照。